# Гломерула
Гломерулата е кълбо от артериални капиляри в бъбрека. Обвити са от Бауманова капсула. Функцията на гломерулата е филтрация на кръвта. Снабдява се от вливаща артериола и към оттичаща артериола.